# Roman Simić
Roman Simić, né à Zadar (ex-Yougoslavie, aujourd'hui en Croatie) en 1972 est un écrivain et directeur littéraire croate. Il est considéré comme l'un des jeunes auteurs croates les plus importants et reflète dans son esprit l'humeur de sa génération.

## Biographie
Roman Simić est né à Zadar, en ex-Yougoslavie, aujourd'hui en Croatie.
Il étudie à l'université de Zagreb, où il obtient un diplôme en Espagnol et Littérature ainsi qu'en Littérature comparée.
Simić devient rédacteur en chef de l'important magazine littéraire croate Quorum,. Il est le fondateur et le directeur du festival de la Nouvelle européenne à Zagreb,.
En 1992 et 1996, il remporte le 2e prix du prix Goran des Jeunes poètes avec U trenutku kao u divljini. En 2003, il obtient la bourse de la ville de Graz en 2004 du colloque littéraire de Berlin (de). Il a participé à la Biennale des jeunes artistes de la Méditerranée à Rome en 1999, à la réunion internationale des écrivains Jours d'André Malraux à Sarajevo en 2000 et aux festivals de prose croate contemporaine à Vienne de 2001 à 2003 et à Göteborg en 2004.
En 2005, il a reçu pour le livre U što se zaljubljujemo le prix Jutarnji List de la meilleure œuvre croate en prose de l'année. En 2012, son troisième volume de nouvelles Nahrani me, qui traite principalement du thème de la parentalité dans ses nombreuses facettes et est basé sur les expériences personnelles de Simić, remporte le prix Kiklop de la meilleure œuvre de fiction en croate de l'année 2013.
En 2015, une anthologie de ses nouvelles est publiée en anglais sous le titre A Frame for the Family Lion,. Cette même année, son livre Baba Yaga and Giant Oblivion est sélectionné par le ministre de la culture croate parmi les 20 meilleurs livres de 2015.
Il a été marié dix ans avec l'auteure Ivana Bodrožić (en), de qui il a divorcé en 2016. Il vit et travaille à Zagreb comme directeur littéraire pour la maison d'édition croate Fraktura.

## Œuvre

### Publications
- U trenutku kao u divljini (poésie, 1996) ;
- Mjesto na kojem ćemo provesti noć (nouvelles, 2000) ;
- U što se zaljublujemo (nouvelles, 2005) ;
- Nahrani me (nouvelles, 2012).

### Prix
- 2e prix du prix Goran des Jeunes poètes, en 1996 (U trenutku kao u divljini)[1]
- Prix Jutarnji List du meilleur livre croate de fiction de l'année, en 2005 (U što se zaljubljujemo)[1]
- Prix Kiklop du meilleur livre croate de fiction de l'année, en 2013 (Nahrani me)[1]
  - Simić a aussi été récompensé du prix Ranko Marinković de la meilleure nouvelle pour l'une des nouvelles de cet ouvrage[1]

### Analyse
Dans son jeu avec les perspectives narratives, les frontières entre les éléments autobiographiques et fictifs sont floues. À la manière de Raymond Carver, Simić s'intéresse à la vie de ses personnages dans un moment où il semble ne rien se passer, que ce qui est important a déjà eu lieu ou est sur le point d'arriver ; « nous ne pourrons pas le voir, mais la tension, la sensation de tristesse ou de menace qui s'en dégage est si intense que le manque d'élément perturbateur dans l'histoire n'est jamais ressenti comme un manque ». Le fait de situer ses histoires dans des situations quotidiennes totalement « extralittéraires » leur confèrent réalisme et authenticité. Le contexte de la Croatie des années 1990 situe la guerre des Balkans comme un « bruit de fond gênant, mais tellement intégré qu'on ne le perçoit presque pas » ; on ne montre pas la guerre, mais ses conséquences, dans un pays triste et pauvre, et où les liens humains sont chaotiques.
Ses histoires ont été traduites en anglais, allemand, espagnol, slovène, polonais et macédonien,, ainsi qu'en français, suédois, tchèque, bulgare, lituanien, catalan et slovaque, et ont été incluses dans plusieurs anthologies.